# Macrochenus assamensis
Macrochenus assamensis là một loài bọ cánh cứng trong họ Cerambycidae.